# Michael Eppelstun
Michael Eppelstun é um australiano mais conhecido como Eppo, é um dos grande atletas do bodyboarding. 
Inventor de manobras como ARS e double rollo.